# Вашеняк Віталій Петрович
Віта́лій Петро́вич Вашеня́к (нар. 6 вересня 1981 — пом. 16 листопада 2014) —український військовик, учасник російсько-української війни, майор медичної служби Збройних сил України.

## Життєпис
Народився 6 вересня 1981 року в с. Митки Барського району Вінницької області. В 1998 році закінчив Митківську СШ з срібною медаллю.
У 1998 - 2002 навчався у Вінницькому медичному коледжі імені академіка Д.К. Заболотного за спеціальністю «військовий фельдшер».
Майор медичної служби, начальник медичного пункту 6-го навчального артилерійського полку, 169-й навчальний центр Сухопутних військ ЗСУ.
16 листопада 2014 року поблизу Дебальцевого на блокпосту «Гостра Могила» — курган між селами Польове та Орлово-Іванівка — на фугасі підірвалась військова вантажівка «Урал»; від розриву міни загинули Володимир Рвачов, полковник Микола Яжук і майор Віталій Вашеняк, солдат Олександр Іщенко.
Похований у селі Митки, Барський район.
Без Віталія лишились дружина, донька, малолітній син.

## Нагороди та вшанування
- 15 травня 2015 року за особисту мужність і героїзм, виявлені у захисті державного суверенітету та територіальної цілісності України, вірність військовій присязі під час російсько-української війни, відзначений — нагороджений орденом Богдана Хмельницького III ступеня (посмертно).[2]
- 13 листопада 2015 року у Митківській школі відкрито меморіальну дошку випускнику Віталію Вашеняку.